# Сафиуллин, Ганий Бекинович
Ганий (Гани) Бекинович Сафиуллин (1 июля 1905 года, село Старый Кишит, ныне Арский район, Татарстан — 14 октября 1973 года, Казань) — советский военачальник, гвардии генерал-лейтенант (2 ноября 1944). Герой Советского Союза (26.10.1943).

## Начальная биография
Ганий Бекинович Сафиуллин родился 1 июля 1905 года в селе Старый Кишит (ныне Арского района Татарстана) в крестьянской семье.
Учился в сельском медресе. В 1920-е годы после смерти родителей беспризорничал. В 1922 году устроился работать пастухом в Тургайской степи. Тогда же стал рассыльным уездного комитета партии и вступил в ряды комсомола. С 1923 по 1926 годы учился в краевой совпартшколе и по её окончании был направлен инструктором в Бухтарминский уездный комитет комсомола в Семипалатинске.

## Военная служба

### Довоенное время
В августе 1927 года Сафиуллин был призван в ряды РККА. Служил в 1-м Советском Казацком полку 1-й кавалерийской дивизии на должностях командира отделения и помощника командира взвода. В 1928 году окончил курсы по подготовке комсостава запаса в городе Прокуров. Член ВКП(б) с 1928 года.
В марте 1930 года был переведен на должность помощника командира взвода 24-го пограничного отряда Пограничных войск ОГПУ СССР в городе Могилев-Подольский. С 1930 по 1931 годы учился в Высшей пограничной школе ОГПУ в Москве. В ноябре 1931 года был назначен на должность командира взвода 114-го отдельного дивизиона ОГПУ в Туркестане, принимал участие в боевых действиях по подавлению басмачества.
В декабре 1932 года был переведён во Внутренние войска ОГПУ СССР, где был назначен на должность адъютанта, в ноябре 1933 года — на должность начальника штаба 5-го отдельного Горьковского учебного дивизиона ОГПУ, в июне 1934 года — на должность помощника командира дивизиона по строевой части 37-го полка ОГПУ, в апреле 1935 года — на должность начальника штаба 9-го отдельного дивизиона НКВД в городе Иваново, в феврале 1937 года — на должность первого помощника командира 185-го полка войск НКВД в Сормово, в мае 1938 года — на должность начальника штаба, затем — на должность командира 178-го полка войск НКВД, в апреле 1939 года — на должность командира 103-го отдельного батальона НКВД по охране особо важных предприятий промышленности, а в ноябре 1939 года — на должность командира 197-го полка НКВД по охране особо важных предприятий промышленности.
В 1941 году Сафиуллин окончил вечерний факультет Военной академии РККА имени М. В. Фрунзе.

### Великая Отечественная война
В июне 1941 года был назначен на должность командира 930-го стрелкового полка (256-я стрелковая дивизия). Принимал участие в Смоленском сражении и обороне на великолукском направлении. В октябре 1941 года был назначен на должность командира 709-го стрелкового полка (178-я стрелковая дивизия). Принимал участие в Калининской оборонительной и в Калининской наступательной операциях.
В апреле 1942 года был назначен на должность заместителя командира, а 15 июня 1942 года — на должность командира 38-й стрелковой дивизии, которая под командованием Г. Сафиуллина в 1942 году принимала участие в Донбасской оборонительной операции, а также в Сталинградской битве, а в феврале 1943 года — в Харьковской оборонительной операции на реке Северский Донец под Белгородом.
В апреле 1943 года был назначен на должность командира 25-го гвардейского стрелкового корпуса 7-й гвардейской армии, принимавшего участие в Курской битве, где в ходе оборонительного сражения на южном фасе корпус внёс большой вклад в срыв вспомогательного удара армейской группы «Кемпф».
Когда советские войска перешли в наступление, руководил действиями корпуса в Белгородско-Харьковской операции и битве за Днепр. Корпус в ночь на 25 сентября 1943 года форсировал Днепр в районе сёл Бородаевка и Домоткань (Верхнеднепровский район, Днепропетровская область) и в течение 5 дней расширил плацдарм по фронту до 25-и и в глубину до 15-и километров.
Указом Президиума Верховного Совета СССР от 26 октября 1943 года за успешное руководство воинскими соединениями и проявленные при этом личное мужество и героизм гвардии генерал-майору Сафиуллину Ганию Бекиновичу присвоено звание Героя Советского Союза с вручением ордена Ленина и медали «Золотая Звезда» (№ 1342).
Вскоре корпус под командованием Г. Сафиуллина принимал участие в Нижнеднепровской, Кировоградской, Уманско-Ботошанской, Ясско-Кишиневской, Дебреценской и Будапештской операциях.
В марте 1945 года был назначен на должность командира 57-го стрелкового корпуса, принимавшего участие в Братиславско-Брновской и Пражской операциях. Летом 1945 года корпус был передислоцирован на Дальний Восток и в августе 1945 года успешно действовал в ходе Хингано-Мукденской операции.

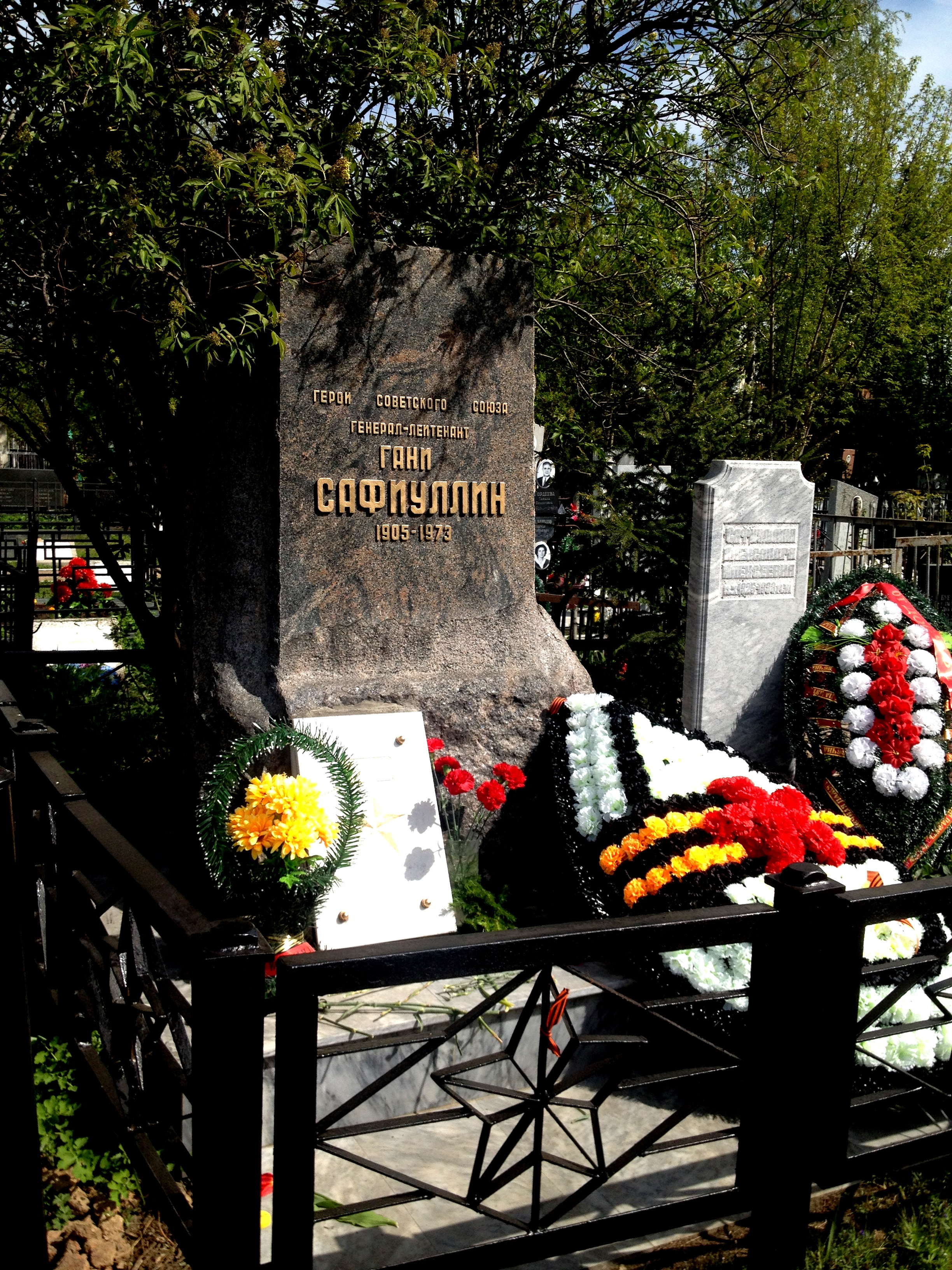
Могила Г. Б. Сафиуллина на Арском кладбище г. Казани

### Послевоенная карьера
Г. Сафиуллин командовал 57-м гвардейским стрелковым корпусом до ноября 1945 года.
В 1947 году окончил Высшую военную академию имени К. Е. Ворошилова и в апреле 1947 года был назначен на должность заместителя командира 38-го гвардейского воздушно-десантного корпуса, но в апреле 1949 года был освобожден от должности и предан «суду чести» за «антипартийную речь» на заседании военного трибунала в зале Тульского гарнизонного дома офицеров, где в открытом судебном процессе по обвинению одного из солдат в дезертирстве попробовал заступиться за подсудимого; были даже предложения лишить Г. Б. Сафиуллина звания генерал-лейтенанта, но до этого дело не дошло. В июле 1949 года был назначен с понижением на должность заместителя командира 10-й гвардейской стрелковой дивизии (36-й гвардейский стрелковый корпус, 11-я гвардейская армия, Прибалтийский военный округ), в ноябре 1950 года — на должность заместителя командира 16-го гвардейского стрелкового корпуса (Прибалтийский военный округ), а в августе 1956 года — на должность заместителя командира 112-го стрелкового корпуса (Северо-Кавказский военный округ).
В июне 1957 года генерал-лейтенант Г. Б. Сафиуллин вышел в запас. Жил и работал в Казани. Активно занимался ветеранской и военно-патриотической деятельностью. Умер 14 октября 1973 года. Похоронен на Арском кладбище.

## Награды

### Награды СССР
- Медаль «Золотая Звезда» Героя Советского Союза № 1342 (26.10.1943);[4]
- два ордена Ленина (26.10.1943, 26.10.1955);
- три ордена Красного Знамени (15.11.1942, 31.08.1945, 6.11.1947);
- два ордена Суворова 2-й степени (31.03.1943, 13.06.1944);
- два ордена Кутузова 2-й степени (27.08.1943, 28.05.1945);
- орден Красной Звезды (3.11.1944);
- медаль «За оборону Сталинграда»;
- медаль «За взятие Будапешта»;
- медаль «За освобождение Праги»;
- другие медали.

### Иностранные награды
- Командор ордена Британской Империи (Великобритания, 1944)[5][6];
- Орден Тудора Владимиреску III степени (Румыния, 24.10.1969);[7]
- Медаль «25 лет освобождения Румынии» (Румыния, 3.11.1969)[8].

## Память
- В честь Г. Б. Сафиуллина названа улица в Приволжском районе города Казани.
- В 2014 году имя Героя Советского Союза Г. Б. Сафиуллина было присвоено Татарстанскому кадетскому корпусу Приволжского федерального округа, созданному на базе кадетской школы-интерната города Нижнекамска[9].
- 6 мая 2015 года в деревне Иске-Кишит (Арский район, Татарстан) был открыт музейный комплекс памяти Героя Советского Союза Гания Бекиновича Сафиуллина и жителей села, погибших в годы Великой Отечественной войны[10].

## Воинские звания
- старший лейтенант (29.07.1936)
- капитан (8.04.1938)
- майор (14.02.1940)
- подполковник
- полковник (31.12.1941)
- генерал-майор (03.02.1943);
- генерал-лейтенант (02.11.1944)[11].

## Сочинения
- Через реки, через горы… — Казань, 1973.
- Дорогами Победы. — Казань, 1987.